# Zeevang
Zeevang  è una località dei Paesi Bassi di 6 306 abitanti situata nel comune di Edam-Volendam nella provincia dell'Olanda Settentrionale. Fino al 2015 ha costituito un comune autonomo.

## Monumenti
La chiesa di San Nicola, nella frazione di Oosthuizen, conserva un pregevole organo a canne.